# Непомнющий, Юрий Пинхасович
Юрий Пинхасович Непомнющий (род. 4 ноября 1938 года) — советский хоккеист с мячом, нападающий, тренер, заслуженный тренер СССР (1981).

## Игровая карьера
В хоккей с мячом начал играть в 1951 году в Красноярске в детской команде «Динамо». В сезоне 1954/55 — в команде мастеров «Динамо». С середины сезона 1955/56 — в красноярской СШМ (спортивная школа молодёжи), со следующего сезона — в красноярском «Торпедо».
В 1957 году переехал в столицу Казахской ССР, где два сезона играл в «Буревестнике».
В 1959 году продолжил свою игровую карьеру в красноярском «Енисее», выступая за команду до 1973 года, лишь на один сезон покидая «Енисей» и выступая за «Торпедо».
В 1973 году переезжает в Караганду и два сезона играет в «Литейщике».
Последний свой игровой сезон 1975/76 провёл в Омске, выступая за «Юность».
В 1968 году провёл 4 игры с составе сборной СССР.
Также играл в хоккей с шайбой, выступая за красноярскую команду «Энергия» в сезоне 1961/62.

### Достижения
- Чемпион РСФСР — 1976[1]
- Победитель Всесоюзных студенческих игр — 1959
- Бронзовый призёр Всесоюзных юношеских соревнований — 1955, 1956
- Лучший полузащитник финального турнира первой группы класса А чемпионата СССР — 1976

## Тренерская работа
Играющий тренер «Енисея» в сезонах 1962/63, 1971/72.
Завершив игровую карьеру, в 1976 году возглавил «Енисей», который в 1978 году впервые стал обладателем бронзовых медалей чемпионата СССР, а через два сезона, пройдя сквозь череду разногласий со своим помощником Олегом Мальцевым, «Енисей» открыл счёт своим победам в чемпионатах СССР, удерживая за собой статус сильнейшей команды страны в 1980-х годах.
Тренер сборной СССР в 1983—1984 годах.
После вынужденного ухода из «Енисея», тренировал омскую «Юность» в 1984—1987 годах.
Тренер детских команд клуба «Металлург» (Красноярск) в 1987—1990 годах.
В сезоне 1990/91 был главным тренером сыктывкарского «Строителя».
Дальнейшая тренерская работа связана с ветеранскими командами Красноярска.

### Достижения
- Чемпион СССР — 1980, 1981, 1982, 1983, 1984
- Бронзовый призёр чемпионата СССР — 1978
- Обладатель Кубка СССР — 1984
- Обладатель Кубка европейских чемпионов — 1980, 1983
- Финалист Кубка европейских чемпионов — 1981, 1982
- Обладатель Кубка мира — 1982
- Финалист Кубка мира — 1983

## Награды
- Заслуженный тренер РСФСР — 1979
- Заслуженный тренер СССР — 1981